# 爬竜船

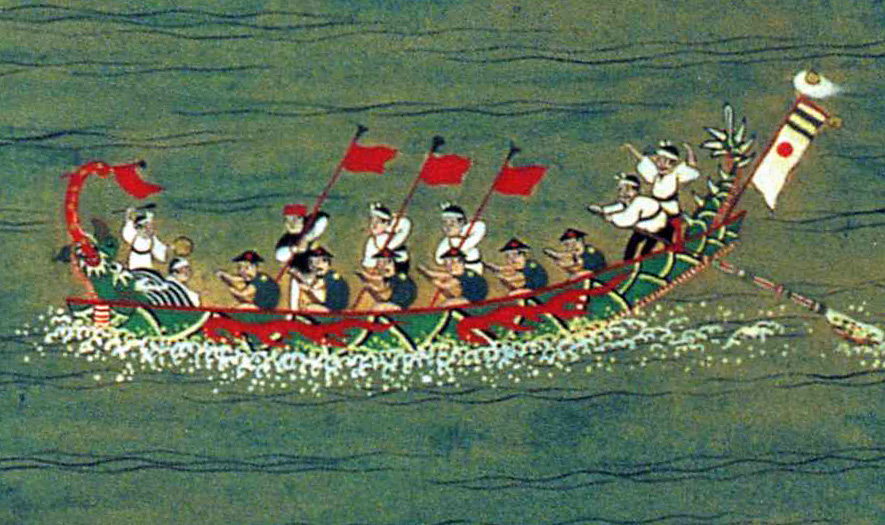
19世紀初頭の爬竜船

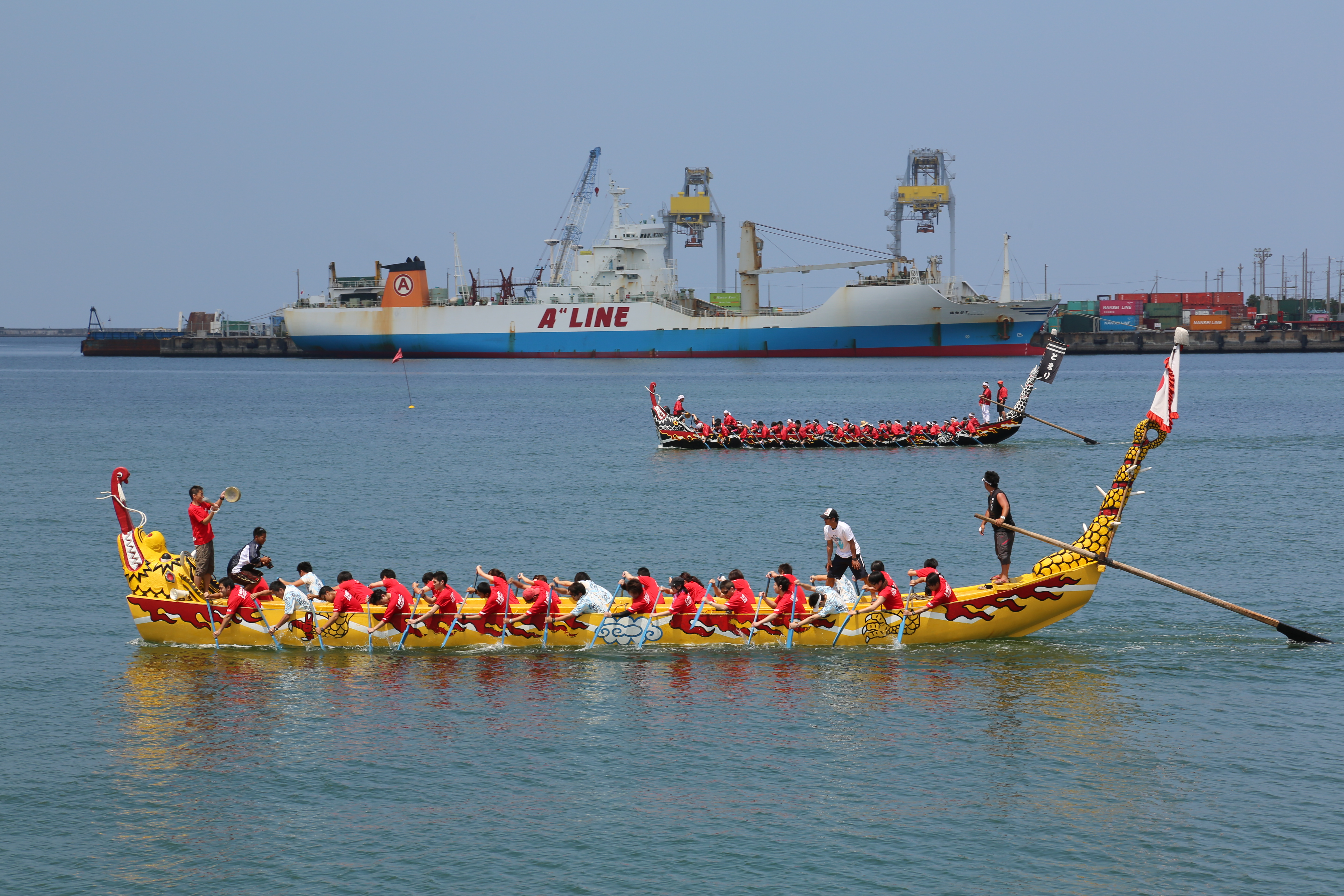
那覇ハーリーの爬竜船

爬竜船（はりゅうせん）は、沖縄の爬竜（ハーリー）で用いられる船である。琉球方言でハーリーブニと言う。
ハーリーで用いられる船は、舳先に竜頭、艫に竜美尾の装飾がつけられているので、爬竜船と呼ばれる。ハーリーは爬竜の中国音である。ハーリーは、琉球王国時代には冊封使が来琉した時に、首里城近くの龍潭に爬竜船を浮かべて開催されることもあった。
ハーリーは現在も沖縄各地で行われているが、爬竜船を用いるのは那覇ハーリーのみで、他のハーリーのほとんどではサバニが用いられる。那覇ハーリーの爬竜船の大きさは48尺（14.55メートル）、中間の船幅7尺（2.12メートル）、重さ約4トンである。